# Premio Ramsar a la Conservación de los Humedales

Logotipo de Ramsar

El Premio Ramsar a la Conservación de los Humedales reconoce el trabajo de gobiernos, organizaciones y personas en la promoción del uso racional y la conservación de los humedales.
El Premio Ramsar a la Conservación de los Humedales fue establecido en 1996 en la sexta reunión de las partes contratantes de la Convención de Ramsar. El premio se ha otorgado varias veces hasta ahora con motivo de las reuniones de la Conferencia de las Partes Contratantes (comenzando en 1999, de manera prácticamente trianual). A quienes lo recibieron también se les ha entregado el Premio Especial Evian de US$10,000, donado por Danone.

## Premiación por año

### 2018[4]
- Premio de la Convención de Ramsar al uso racional de los humedales: Fundación Global Nature, España, en reconocimiento de las contribuciones al uso sostenible de los humedales a largo plazo.
- Premio de la Convención de Ramsar a jóvenes defensores de los humedales: Youth Climate Action Network (YCAN), Samoa. en recompensa por su contribución al uso racional de los humedales.
- Premio al mérito: Sr. Ma Guangren, China, reconociendo los logros obtenidos durante toda su vida en pro de los humedales en China y Asia en general.

### 2015
- Premio de la Convención de Ramsar al uso racional: Sra. Giselle Hazzan, gerente, Reserva Natural Ein Afek, Israel.[5]
- Premio de la Convención de Ramsar a la innovación: Oceanium, Dakar, Senegal.[5]
- Premio de la Convención Ramsar a jóvenes defensores de los humedales: Fundación Humedales Bogotá, Colombia.[5]
- El Premio al Mérito de la Convención de Ramsar: compartido por el Profesor William Mitsch (director, Parque de Investigación de Humedales Everglades, EE. UU.), el Profesor Gea Jae Joo (Universidad de Pusan, República de Corea) y Tour du Valat, Francia.[6]

### 2012[7]
- Categoría de gestión: Sra. Augusta Henriques, secretaria general, Tiniguena (Guinea-Bissau).
- Categoría Ciencias: Profesor Tatsuichi Tsujii (Japón).
- Categoría de educación: Asociación de humedales de Wisconsin (EE. UU.).
- Reconocimiento a la Excelencia: Thymio Papayannis, Grecia.
- Premio Ramsar Honorífico del 40.° Aniversario: Dr. Luc Hoffmann, Suiza.

### 2008
- Categoría de ciencia: David Pritchard (multirregional), por apoyar el desarrollo y la implementación de la Convención de Ramsar durante dos décadas como representante de BirdLife International.
- Categoría de gestión: Denis Landenbergue (multirregional), por logros destacados en la designación de sitios Ramsar y otras áreas protegidas, con una gestión mejorada, especialmente en Asia, América Central y del Sur, y África.
- Categoría de educación: Dra. Sansanee Choowaew (Tailandia), por sus contribuciones excepcionales al manejo, la educación, la capacitación y el desarrollo de capacidades de los humedales, en Tailandia y en otros lugares de Asia.
- Reconocimiento a la excelencia: Dr. Jan Květ (República Checa), por su trabajo de toda la vida y su apoyo a la ciencia y la conservación de los humedales.

### 2005
- Categoría de gestión: Dr. Sh. A. Nezami Baloochi (Irán), por su papel fundamental en el establecimiento de un esquema de conservación y uso racional para el sitio de la laguna Anzali.
- Categoría de ciencia: Profesor Shuming Cai (China), por su investigación sobre el río Yangtze, incluidos los efectos del proyecto de la presa de las Tres Gargantas en el medio ambiente.
- Categoría de educación compartida por:
  - Sra. Reiko Nakamura (Japón), por promover la conservación de los humedales como periodista ambiental y por crear el Centro Ramsar de Japón en 1990.
  - El Centro de Humedales (Australia), por su papel pionero en la restauración y gestión del sitio de humedales del Estuario Hunter, y por forjar vínculos con otros centros en Australia.

### 2002[8]
- Banrock Station Wines (Australia), por su enfoque innovador y prácticas imaginativas de rehabilitación y gestión en el sitio de humedales de la estación Banrock.
- Autoridad de Desarrollo de Chilika (India), por su destacado logro en la restauración del sitio del lago Chilika.
- ONG Iniciativa Trinacional para la Llanura inundable Morava-Dyje (Austria, República Checa y República Eslovaca), en reconocimiento al trabajo realizado en los tres países para asegurar la conservación y el uso sostenible del patrimonio cultural y natural de las llanuras aluviales de los ríos Morava y Dyje.
- Reconocimiento a la excelencia: Dra. Monique Coulet (Francia), por su investigación científica y compromiso de hacer uso práctico de los conocimientos adquiridos en el campo.
- Reconocimiento a la excelencia: Dr. Max Finlayson (Australia), por sus contribuciones tanto al progreso de la ciencia de los humedales como al trabajo de la Convención de Ramsar, con particular atención al liderazgo del Panel de Revisión Científica y Técnica.

### 1999
- Categoría individual compartida por:
  - Profesor Vitaly G. Krivenko (Rusia), por su trayectoria trabajando, en circunstancias difíciles, en la conservación de humedales y aves acuáticas.
  - Víctor Pulido (Perú), en reconocimiento a una vida dedicada a la conservación y el uso racional de los humedales en un contexto de desafíos sociales y económicos.
- Categoría ONG compartida por:
  - Asociación ribereña del lago Naivasha (Kenia), un ejemplo pionero de una comunidad local en tomar la iniciativa y lograr resultados de conservación a largo plazo con respecto al sitio del lago Naivasha.
  - Society for the Protection of Prespa (Grecia), por su enfoque pionero a nivel local, nacional e internacional hacia la gestión sostenible del sitio del lago Prespa.
- Categoría de coalición gubernamental/no gubernamental: Programa de conservación del estuario del Pacífico (Canadá), por su excelencia en la conservación y el aseguramiento del uso sostenible a largo plazo del hábitat estuarino a lo largo de la costa de la Columbia Británica.